# Laeviscutella
Laeviscutella is een monotypisch geslacht van straalvinnige vissen uit de familie van haringen (Clupeidae).

## Soort
- Laeviscutella dekimpei Poll, Whitehead & Hopson, 1965